# 羽野一志
羽野 一志（はの かずし、1991年6月21日 - ）は、日本出身の元ラグビーユニオン選手。

## プロフィール
- 愛知県名古屋市出身。
- 現役時代のポジションはフルバック(FB)。
- 身長 185cm、体重 87kg
- ニックネームはカズシ。
- 7人制日本代表に選ばれている。
- U20日本代表に選ばれたことがある[1]。
- 妻はフリーアナウンサー、リポーターの須貝茉彩。

## 略歴
名古屋市立御田中学校で中学1年生からラグビーを始めた。
2010年、名古屋市立西陵高等学校卒業後、中央大学法学部法律学科に入る。
2013年、ラグビーワールドカップセブンズ2013の7人制日本代表に選ばれた。
2014年、中央大学法学部法律学科卒業後、NTTコミュニケーションズシャイニングアークスに加入。同年8月29日に行われたジャパンラグビートップリーグ第2節の東芝ブレイブルーパス戦に途中出場で公式戦初出場を果たす。 また同年のアジア大会では7人制日本代表として金メダル獲得に貢献。
2016年、リオデジャネイロオリンピックの7人制日本代表に選ばれた。
2017年7月にはサンウルブズに追加招集された。
2021年、東京五輪の7人制日本代表内定選手に選ばれた。
2022年7月、NTT再編に伴う新チーム浦安D-Rocks選手スコッドに選ばれた。
2023年、現役を引退した。